# Arosi jezik
Arosi jezik (ISO 639-3: aia), austronezijski jezik jugoistočne solomonske skupine. Jedan od pet San Cristobalskih jezika kojim govori 6 750 ljudi (1999 SIL) na sjeverozapadu otoka Makira (San Cristobal) u Solomonskim otocima. 
Ima više dijalekata (wango, arosi); piše se na latinici.

## Vanjske poveznice
- Ethnologue (14th)
- Ethnologue (15th)